# Simon Hockener
Simon Hockener, auch Simon Höckener († ca. 6. Februar 1514), war Prokurator des Görlitzer Franziskanerklosters und Bürgermeister.

## Leben
Zunächst wirkte Hockener als Fleischer, dann als Biereigner. Im Jahr 1490 wurde er Mitglied im Görlitzer Rat.

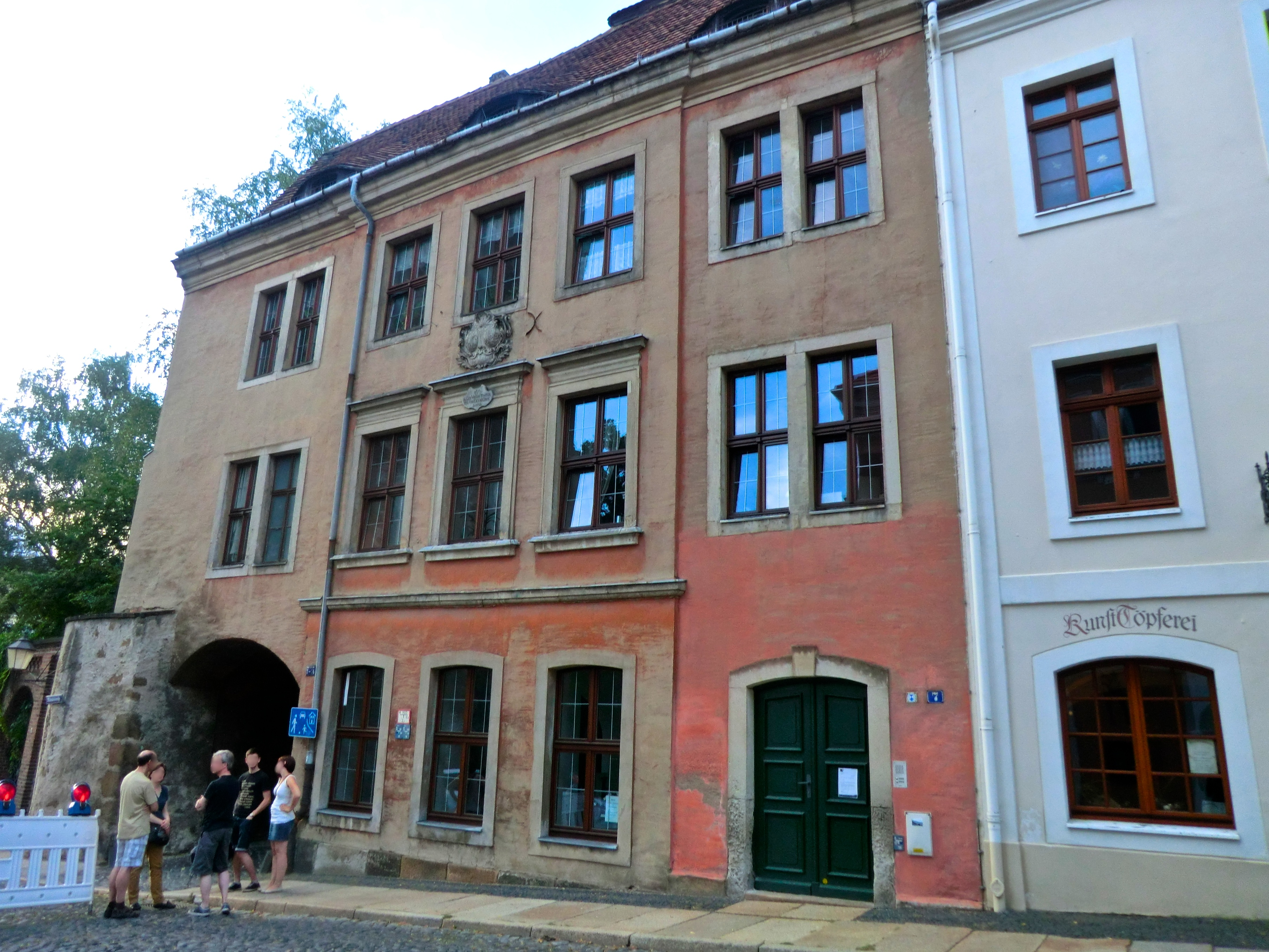
Denkmalgeschütztes Eckhaus an der Nikolaistraße 7: Wohnung Simon Hockeners ab ca. 1505

Nach 1505 bewohnte er das Eckhaus in der Nikolaigasse (Nikolaistraße) 7. Vor dem 30. April 1510 heiratete Hockener des Krämers Hans Brückners († 1505) Witwe Ursula († 1517). Auch Ursula’s zweiter Ehemann Lorenz Maucke († 1507) und ihr vierter Ehemann Fabian Lindner wohnten in diesem Haus.
Im Juli 1510 verhaftete ein 40 Mann starker Trupp unter seiner Leitung einen Christoph von Kottwitz, dem man zusammen mit einigen anderen Verhafteten (teilweise auch aus seinem Geschlecht) einen Straßenraub in Birkenbrück vorwarf.
Nach gut zwanzig Jahren im Rat wurde Hockener im Jahr 1511 erstmals Bürgermeister. Am 28. Juli 1511 ritt er mit Johannes Hass nach Bautzen zum vom Landvogt dringend einberufenen Landtag, als in der Oberlausitz schwere Unruhen ausgebrochen waren. Im Jahr 1512 hatte er die Funktion des Prokurators des Görlitzer Franziskanerklosters inne, ein vom Ordensgeneral der Franziskaner bestätigter Laie, der anstelle und für das Kloster Rechtsgeschäfte regelte und mit päpstlicher Erlaubnis Geschenke annahm, was den Brüdern selbst wegen der Armutsgelübde und ihrer Ordensregel nicht erlaubt war. Er wurde 1513 erneut Bürgermeister.
Hockener starb in den Tagen um den 6. Februar 1514, den Gedenktag von St. Dorothea (‚obijt circa festum Dorothee anni decimi quarti‘).

## Sohn
Hans Hockener war ein Sohn Simons. Bei Johannes Hass heißt es, dass „er seinem vatir [...] nicht gefolget“. Über Hans erblühte zunächst eine reiche Nachkommenschaft (‚etzlichen Kinderlein‘), die aber mit ihm bei einem großen Stadtbrand in Görlitz in der Nacht vom 12. auf den 13. Juni 1525 im Keller seines Hauses (‚H. Hockener bleibet jm keller mit seinen kindern‘) umkam (‚im brant verdorben‘), wie Johannes Hass in seinen Aufzeichnungen schilderte. Ein Jahr zuvor war das Haus Hans Hockeners Ort für eine Versammlung einiger Tuchmacher gewesen, die den Rat auffordern wollten, den vertriebenen lutherisch gesinnten Pfarrer Franz Rothbart wieder einzustellen. Auch Hans Hockener hatte seine Forderungen dem Rat persönlich vorgetragen. Vor der Nacht des Feuers hatte es Gerüchte gegeben, ein Aufstand der Tuchmacher gegen den Rat würde in dieser Nacht stattfinden. Der Brand lenkte die Aufregung der Einwohner zunächst ab. Letztlich fand der Aufstand der Tuchmacher im Jahr 1527 statt und forderte im Nachgang das Leben zahlreicher hingerichteter Tuchmacher, teilweise wurden sie nur aus der Stadt vertrieben.